# 单茎棱子芹
单茎棱子芹（学名：Pleurospermum simplex）为伞形科棱子芹属的植物。分布在俄罗斯以及中国大陆的新疆等地，生长于海拔2,500米的地区，多生在山地草场，目前尚未由人工引种栽培。
其种加词“simplex ”意为“单一的”。
现接受名为单枝种沟芹（Aulacospermum simplex Rupr., 1869）。